# Estret de Kalmar
L'estret de Kalmar (en suec: Kalmarsund) és un estret de la mar Bàltica, situat entre l'illa sueca d'Öland i la província de Småland, al continent. L'estret té uns 130 quilòmetres de llargada i entre 5 i 25 quilòmetres d'amplada. A la part nord de l'estret hi ha la petita illa granítica de Blå Jungfrun, un dels parcs nacionals de Suècia.
Hi ha un pont de carretera a través de l'estret, el pont d'Öland, inaugurat el setembre de 1972.

## Història
Les àrees al llarg de l'estret de Kalmar tenen evidències d'assentaments del Neolític i l'edat del bronze. Els pobles mesolítics van creuar l'estret per un pont de gel a principis de l'Holocè, quan les glaceres van començar a retrocedir d'Öland. A la localitat d'Alby hi va haver el primer assentament mesolític d'Öland, els habitants del qual van emigrar a través de l'estret de Kalmar aproximadament el 6.000 aC i van establir un dels pobles mesolítics més antics coneguts al nord d'Europa.